# Аалто, Уильям
Уи́льям О́ливер А́льстрём (англ. William Oliver Ahlström), он же Уи́льям Э́рик А́алто (англ. William Eric Aalto; 30 июля 1915, Нью-Йорк, США — 11 июня 1958, там же) — американский военный и поэт. Участник гражданской войны в Испании. Первый сержант Армии США. Во время Второй мировой войны проходил службу в Управлении стратегических служб.
Открытый гомосексуал. Выпускник Колумбийского университета. Последние годы жизни был любовником поэта Джеймса Скайлера.

## Биография

### Ранние годы
Родился в Бронксе 30 июля 1915 года у эмигрантки-финки Эльзы Аккола, бывшего члена Коммунистической партии Финляндии, которая была вынуждена покинуть родину из-за радикальных политических взглядов. В 1907 году она прибыла в США и поселилась в Нью-Йорке, где устроилась на работу горничной, и вскоре вступила в местную коммунистическую партию. Эльза Аккола уделяла большое внимание образованию сына. Уильям хорошо учился. Некоторое время мать одна воспитывала его и делала это в духе марксистской идеологии. В 1927 году она сочеталась браком с эмигрантом-финном Отто Аалто, который не разделял её коммунистических взглядов. Отношения между отчимом и пасынком, которого тот усыновил, не складывались. Поэтому после окончания школы в 1935 году Уильям ушёл из дома и работал водителем грузовика. В это время он вступил в Союз молодых коммунистов.

### Участие в гражданской войне
После начала гражданской войны в Испании, Аалто прибыл в эту страну 17 февраля 1937 года, присоединившись к другим добровольцам-интернационалистам в Альбасете. В марте 1937 года он вступил в Коммунистическую партию Испании. Во время войны принимал участие в партизанских операциях, которые часто проходили в тылу противника. Вместе с добровольцами-интернационалистами Алексом Кунслихом и Ирвингом Гоффом, Уильям Аалто был подготовлен советскими инструкторам к диверсионной работе. Его научили применять взрывчатые вещества, чувствительные к давлению, для подрыва железнодорожных путей, мостов и линий электропередач. Интернациональная бригада, в которую входил Аалто, взорвала главный мост через реку Альбаррасин, по которому шло снабжение фалангистов. Эта операция, возможно, послужила вдохновением для создания романа Эрнеста Хемингуэя «По ком звонит колокол».
В конце 1937 года Аалто участвовал в битве при Теруэле, снова сражаясь, вместе с Кунслихом, Гоффом и испанскими партизанами, в тылу врага. 23 мая 1938 года в звании лейтенанта он провёл успешную десантную операцию в Карчуне на южном побережье Испании, в результате которой было спасено 300 заключённых-республиканцев, которые содержались в форте Карчуна. Этот рейд стал единственной операцией такого рода, когда-либо предпринятой республиканцами. 5 июня 1938 года Аалто был повышен до звания капитана.
В сентябре 1938 года, когда республиканцы потерпели поражение, Интернациональная бригада имени Авраама Линкольна была выведена с линии фронта и вскоре после этого расформирована. Аалто вернулся в США.

### В армии США
В 1941 году, по рекомендации Ирвинга Гоффа, Уильяма Аалто приняли на службу в Управлении стратегических служб США. Вскоре после этого он рассказал товарищу о том, что является гомосексуалом. Гофф и другие ветераны интербригады, с которыми Аалто сражался бок о бок в Испании, донесли на него главе организации, генералу Уильяму Доновану, и попросили исключить его из своей команды.
В 1942 году Аалто был переведён в тренировочный лагерь в Форт-Ричи, в штате Мэриленд. В сентябре 1943 года, обучая солдат подрывной работе, он увидел, как кто-то бросил настоящую гранату и схватил её, но не успел выбросить; граната взорвалась и оторвала ему правую руку до запястья и часть предплечья.

### Последние годы
Подав в отставку, Аалто жил на пенсию по инвалидности. При поддержке Закона по интеграции военнослужащих от 1944 года он продолжил образование; изучал поэтику в Колумбийском университете. В это время им был опубликован ряд фрагментов своих сочинений в марксистском журнале «Новые массы». После предательства со стороны гомофобных ветеранов интербригады Аалто перестал с ними общаться.
Он отправился в Европу, где познакомился с поэтом Уистеном Хью Оденом. Поэзия Аалто получила признание в литературных кругах, но в то время он мало писал и злоупотреблял спиртным, а напиваясь, вёл себя агрессивно. В последние годы жизни Аалто был любовником поэта Джеймса Скайлера, который описал его в своей поэме «Ужин с Дагом и Фрэнком». Уильям Аалто умер от лейкемии 11 июня 1958 года и был похоронен на Лонг-Айлендском национальном кладбище.